# Igor Julião
Igor de Carvalho Julião, mais conhecido como Igor Julião (Rio de Janeiro, 23 de agosto de 1994), é um futebolista brasileiro que atua como lateral-direito. Atualmente defende o Marítimo.

## Carreira

### Fluminense
Julião fez sua estreia pelo Fluminense no dia 2 de dezembro de 2012, com o time reserva do Fluminense sendo derrotado por 2x1 pelo Vasco da Gama, no Engenhão, o Fluminense já era campeão daquela edição do Campeonato Brasileiro e essa era a última rodada. Em 2013 teve mais oportunidades atuando 22 vezes pelo clube, disputando com Bruno a posição de lateral-direito. Nesse ano Igor foi um dos três jogadores do Fluminense convocados para a Seleção Brasileira Sub-20, junto de Marcos Junior e Wallace, para disputar o Sul-Americano Sub-20 de 2013.

### Sporting Kansas City
Em 2014, foi emprestado por uma temporada ao Kansas City, para disputar a Major League Soccer e a Liga dos Campeões da CONCACAF, jogou 25 partidas nesse ano pela equipe, o Sporting porém não teve um bom desempenho, não passou da primeira fase do torneio continental e não foi muito longe na MLS, fazendo com que o time não tivesse acesso a Liga dos Campeões da temporada seguinte.

### ABC e Macaé
Após a passagem de Julião pelos Estados Unidos, em 2015 o Fluminense emprestou novamente o atleta, primeiro para o ABC de Natal, onde joga apenas duas partidas no primeiro turno da Série B pelo clube. Já no segundo turno Julião é emprestado para o recém ascendente Macaé, time que havia conquistado pela primeira vez o acesso para a Série B, ele acaba tendo mais oportunidades no Macaé, porém a equipe acaba sendo rebaixada para a Série C, após uma derrota por 1x0 para o Ceará na última rodada, partida que Julião não jogou.[carece de fontes?]

### Ferroviária
Julião é emprestado à Ferroviária para disputar o Campeonato Paulista de 2016, onde fez boas atuações jogando em dez das quinze partidas disputadas pela equipe no campeonato, além das duas partidas que a equipe disputou na Copa do Brasil contra o Salgueiro de Pernambuco, terminou em terceiro lugar do Grupo C do Campeonato Paulista. Suas atuações fizeram do com que ele voltasse ao elenco do Fluminense para o restante do ano.

### Retorno ao Sporting Kansas City e ŠTK Šamorín
Em 2017, volta a ser emprestado para o Kansas City, porém essa não foi uma boa temporada, sendo aproveitado em apenas uma partida pelo time americano. Isso faz com que o Fluminense o leve para o ŠTK Šamorín, time associado ao Fluminense na Eslováquia naquela época, para onde muitos jogadores da base tricolor passavam para se aperfeiçoarem, no futebol eslovaco ele passou a jogar como meio-campo, recebendo a camisa 10 da equipe, na temporada 2017-18 jogou ao todo 26 partidas pelo time.

### Retorno ao Fluminense
No final de 2018, o jogador retorna ao Fluminense para a reta final do Campeonato Brasileiro, quando disputou 8 jogos.[carece de fontes?] Durante seu retorno, assinou uma renovação de contrato até o final de 2021. Ao todo, ficou 8 anos no Fluminense e disputou 89 jogos, com 1 gol marcado, sendo esse um golaço de muito longe em um clássico contra o Flamengo que terminou em vitória por 1 a 0 para o Fluminense de Igor Julião.

### Vizela
Após ficar sem espaço e rescindir no Fluminense, Julião foi anunciado como novo reforço do recém subido à Primeira Liga, Vizela. Assinou contrato com o clube português por 2 anos, com opção de renovação por mais 1 ano.

## Seleção Brasileira
No dia 30 de dezembro de 2012, Julião foi convocado para a Seleção Brasileira sub-20, para disputar o Campeonato Sul-Americano Sub-20 de 2013, na Argentina. O Brasil acabou sendo eliminado ainda na primeira fase do torneio e Julião atuou em três dos quatro jogos que a seleção disputou.

## Estatísticas
Última atualização em 13 de Junho de 2019[carece de fontes?]

### Clubes
| Clube             | Temporada         | Campeonato nacional[a] | Campeonato nacional[a] | Copa nacional[b] | Copa nacional[b] | Competições continentais[c] | Competições continentais[c] | Outras competições[d] | Outras competições[d] | Total | Total |
| Clube             | Temporada         | Jogos                  | Gols                   | Jogos            | Gols             | Jogos                       | Gols                        | Jogos                 | Gols                  | Jogos | Gols  |
| ----------------- | ----------------- | ---------------------- | ---------------------- | ---------------- | ---------------- | --------------------------- | --------------------------- | --------------------- | --------------------- | ----- | ----- |
| Fluminense        | 2012              | 1                      | 0                      | 0                | 0                | 0                           | 0                           | 0                     | 0                     | 1     | 0     |
| Fluminense        | 2013              | 20                     | 0                      | 2                | 0                | 0                           | 0                           | 0                     | 0                     | 22    | 0     |
| Kansas City       | 2014              | 22                     | 0                      | 0                | 0                | 3                           | 0                           | 1                     | 0                     | 26    | 0     |
| Fluminense        | 2015              | 0                      | 0                      | 0                | 0                | 0                           | 0                           | 2                     | 0                     | 2     | 0     |
| ABC               | 2015              | 2                      | 0                      | 0                | 0                | —                           | —                           | 0                     | 0                     | 2     | 0     |
| Macaé             | 2015              | 7                      | 0                      | 0                | 0                | —                           | —                           | 0                     | 0                     | 7     | 0     |
| Ferroviária       | 2016              | —                      | —                      | 2                | 0                | —                           | —                           | 10                    | 0                     | 12    | 0     |
| Fluminense        | 2016              | 5                      | 0                      | 0                | 0                | —                           | —                           | 0                     | 0                     | 5     | 0     |
| Kansas City       | 2017              | 1                      | 0                      | 0                | 0                | 0                           | 0                           | 0                     | 0                     | 1     | 0     |
| ŠTK Šamorín       | 2017              | 25                     | 3                      | 1                | 0                | —                           | —                           | 0                     | 0                     | 26    | 3     |
| Fluminense        | 2018              | 8                      | 0                      | 0                | 0                | 0                           | 0                           | 0                     | 0                     | 8     | 0     |
| Fluminense        | 2019              | 15                     | 0                      | 0                | 0                | 6                           | 0                           | 2                     | 0                     | 23    | 0     |
| Total na carreira | Total na carreira | 96                     | 3                      | 5                | 0                | 5                           | 0                           | 15                    | 0                     | 121   | 3     |

- a. ^ Jogos do Campeonato Brasileiro (Série A e Série B), Major League Soccer e Campeonato Eslovaco (2ª Divisão)
- b. ^ Jogos da Copa do Brasil, U.S. Open Cup e da Copa Eslováquia
- c. ^ Jogos da Copa Sul-Americana e Liga dos Campeões da CONCACAF
- d. ^ Jogos do Campeonato Carioca, Campeonato Paulista, torneios e amistosos

## Vida Pessoal
Julião foi criado em Bento Ribeiro, na Zona Norte do Rio de Janeiro, estudou em escolas militares, já que é filho de um ex-militar, seu pai servia na África quando Igor era criança e quando estava no Brasil levava Igor e seu irmão para conhecer museus e outros locais culturais dentro do Rio de Janeiro, segundo Igor ele influenciou muito na sua visão e postura dentro e fora do futebol, outra pessoa que influenciou Igor foi seu tio, um professor de Ciências Sociais na UFF, que uma vez o levou no DEGASE quando o jogador ainda tinha 17 anos, onde ficam internados diversos menores infratores, essa experiência lhe mudou, segundo o próprio jogador, pois eram jovens muito parecidos com seus companheiros de time e com ele mesmo, porém em situações e com expectativas totalmente diferentes.
Julião gosta muito de ler, sendo fã do filósofo alemão Friedrich Nietzsche e também da pintora mexicana Frida Kahlo. Além disso, Julião se engaja bastante politicamente. Durante as eleições de 2018 foi eleitor declarado de Fernando Haddad, indo votar nos dois turnos das eleições com uma camisa com o rosto da vereadora assassinada Marielle Franco. Outro episódio envolvendo o ativismo de Julião foi após a partida entre Grêmio e Fluminense, válida pelo Campeonato Brasileiro de 2019, na Arena do Grêmio e que terminou 5x4 para os cariocas, quando Igor usou suas redes sociais para denunciar ofensas racistas proferidas por alguns torcedores contra seu companheiro de equipe Yony González durante o jogo.

## Títulos
Fluminense
- Campeonato Brasileiro: 2012
- Taça Rio: 2018, 2020

Sporting Kansas City
- U.S. Open Cup: 2017